# Elèuthera
Elèuthera è una casa editrice italiana con sede a Milano.

## Storia
La casa editrice è stata fondata nel 1986 da Amedeo Bertolo e Rossella Di Leo, provenienti dall'esperienza dei Gruppi anarchici federati e dell'editrice Antistato, come società cooperativa. L'editrice Elèuthera si propone fin dalla sua nascita di propugnare ideali di libertà, tanto nel motto "libri per una cultura libertaria" quanto nel nome derivato da una parola greca che significa libera.
Senza aver mai aspirato a diventare una grande casa editrice, è riuscita col tempo a raccogliere molti contributi di autori come Enrico Baj, Marc Augé, Ursula K. Le Guin, Noam Chomsky, Luigi Veronelli, Kurt Vonnegut e Giorgio Antonucci. Ha inoltre pubblicato alcuni grandi classici del pensiero anarchico e libertario tra i quali antologie di Michail Bakunin, Pëtr Kropotkin e Pierre-Joseph Proudhon.